# ستيفن بويد
ستيفن بويد (بالإنجليزية: Stephen Boyd)‏ (4 يوليو 1931 - 2 يونيو 1977)، ممثل أمريكي بدأ مسيرته الفنية عام 1955. كما أنه من الفائزين بجائزة غولدن غلوب.

## روابط خارجية
- ستيفن بويد على موقع IMDb (الإنجليزية)
- ستيفن بويد على موقع الموسوعة البريطانية (الإنجليزية)
- ستيفن بويد على موقع روتن توميتوز (الإنجليزية)
- ستيفن بويد على موقع تيرنر كلاسيك موفيز (الإنجليزية)
- ستيفن بويد على موقع أول موفي (الإنجليزية)
- ستيفن بويد على موقع قاعدة بيانات الأفلام السويدية (السويدية)
- ستيفن بويد على موقع إن إن دي بي (الإنجليزية)
- ستيفن بويد على موقع ديسكوغز (الإنجليزية)
- ستيفن بويد على موقع قاعدة بيانات الفيلم (الإنجليزية)
- ستيفن بويد على موقع كينوبويسك (الروسية)